# Вільгельм Ангальт
Вільгельм Ангальт (нім. Wilhelm Anhalt; 28 березня 1917, Берлін, Німецька імперія — 13 червня 1979, Гантсвілл, Канада) — німецький морський офіцер, капітан-лейтенант крігсмаріне, фрегаттен-капітан бундесмаріне. Кавалер Лицарського хреста Залізного хреста.

## Біографія
В 1936 році вступив у ВМФ. В 1939/41 роках командував 3-ю флотилією тральщиків. Після тяжкого поранення 4 місяці провів у шпиталі та у вересні 1942 року прийняв командування над 12-ю флотилією катерів-тральщиків. Потім до травня 1943 року командував міноносцем М-85 у складі 6-ї мінної флотилії, а 1 квітня 1943 року призначений командиром 4-ї флотилії катерів-тральщиків, на чолі якої провів ряд успішних операцій у Північному морі та в Ла-Манші. Після закінчення війни вийшов у відставку, але в 1956 році вступив на службу у ВМС ФРН. В 1973 році вийшов у відставку.

## Нагороди
- Медаль «За вислугу років у Вермахті» 4-го класу (4 роки)
- Нагрудний знак мінних тральщиків (12 листопада 1939)
- Залізний хрест
  - 2-го класу (20 листопада 1939)
  - 1-го класу (2 жовтня 1940)
- Нагрудний знак «За поранення» в сріблі (1 жовтня 1941)
- Німецький хрест в золоті (12 лютого 1942)
- Лицарський хрест Залізного хреста (3 липня 1944)